# 水作
水作株式会社（すいさく）は観賞魚用機器メーカーの一つである。

## 主な製品

水作エイトコアS　エアリフト式水中フィルター

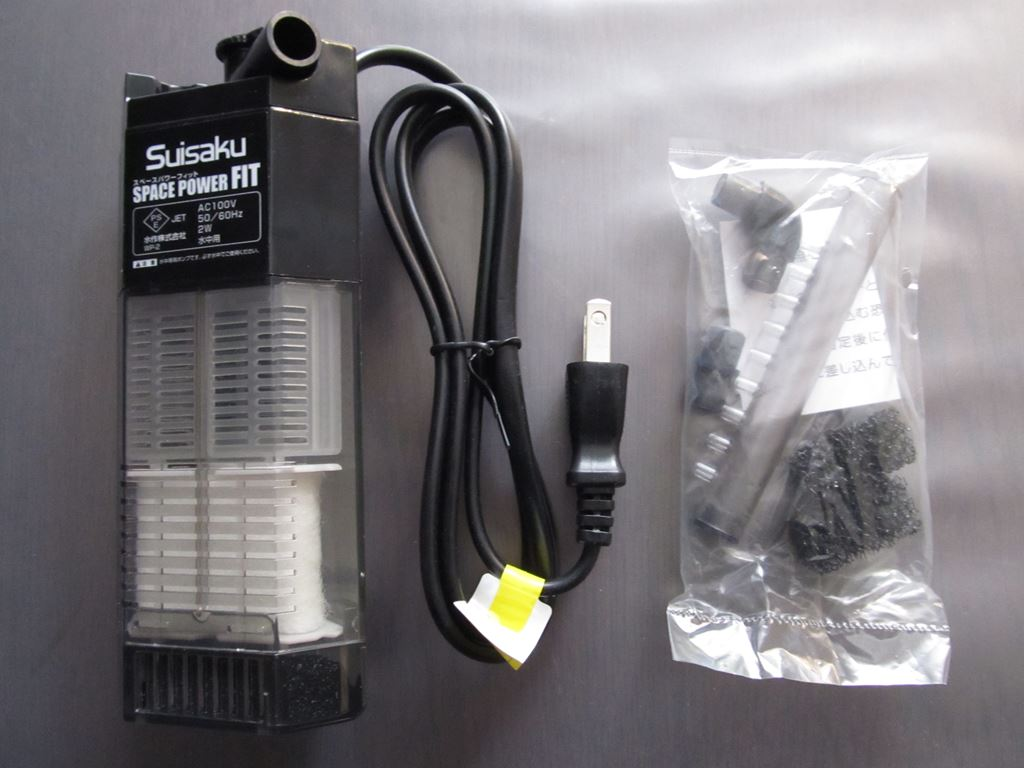
水作スペースパワーフィットプラス 水中ポンプ式フィルター

- フィルター(ろ過装置)

同社の主力商品。「水作エイト」水中エアーリフト式フィルターは広く知られている。また、ニューフラワー、ジャンボ、水作エイトドライブ（インペラー式水中フィルター）も含め、初心者からプロが使用する様々な設置場所に応じた製品を取りそろえている。一体型で特に亀の飼育などに使用されるスペースパワーフィット、特徴的なコンセプトや底面フィルター及び上部式のブリッジなどのバリエーションもある。
- エアーポンプ

水中フィルターに次ぐ主力商品。水心 SSPP
- メンテナンス用品

掃除用具。プロホースは、底床の間に溜まった汚れを水と共に水槽外に排出するのに使用する。
- 水槽　グラスガーデンなど
- 照明　水中ライトなど
- ろ材、ストーン、小物。アクセサリー
- 水草用品